# Brycon
Brycon é um gênero de peixes caracídeos.

## Descrição
O gênero Brycon é comporto por muitas espécies, onde podemos citar as seguintes: a piraputanga (Brycon hilarii = Brycon microleps), a pirapitinga (Brycon opalinus) e o matrinxã ou jatuarana (Brycon amazonicus = Brycon cephalus). A piraputanga ocorre na bacia do Rio Paraguai; a pirapitinga, em rios da Mata Atlântica; e o matrinxã na bacia Amazônica e na bacia do São Francisco. A piracanjuba (Triurobrycon lundii), que ocorre nos rios Grande e Paraná, também é incluída no gênero como Brycon orbignyanus. A piabanha (Brycon insignis) ocorre no Rio Paraíba do Sul.

### Características
Os peixes deste gênero alcançam até 1m de comprimento e 8kg de peso. Habitam rios de águas claras e limpas, em meio a troncos e galhos de árvores submersos, onde espreitam suas caças. Eles possuem o corpo alongado recoberto de escamas de aspecto prata, com uma variação escura logo atrás do opérculo. Suas nadadeiras, com exceção da caudal(que é acinzentada), são alaranjadas.  Este gênero é formado por peixes escamados onívoros que se alimentam de folhas, frutas e sementes, assim como de insetos e pequenos peixes. Por conta disso seus dentes são muito fortes com múltiplas cúspides, alinhados em fileiras. 
São espécies que realizam migrações formando cardumes no início de enchentes para desova. 
As fêmeas são maiores e sua reprodução coincide com o aumento de temperatura ambiente e a temporada das chuvas. Por serem peixes que fazem desova total, eles realizam migrações reprodutivas e tróficas quando iniciam as enchentes e fazem suas migrações para realizar a piracema. Isso porque a temperatura da água aumenta e também a quantidade de chuva que cai. Assim que ocorre a fertilização dos ovos em ambiente aquático, estes eclodem em até 17 horas após.

## Espécies
- Brycon alburnus (Günther, 1860)
- Brycon amazonicus (Spix & Agassiz, 1829)[5]
- Brycon argenteus Meek & Hildebrand, 1913
- Brycon atrocaudatus (Kner, 1863)
- Brycon behreae Hildebrand, 1938
- Brycon bicolor Pellegrin, 1909
- Brycon cephalus (Günther, 1869)
- Brycon chagrensis (Kner, 1863)
- Brycon coquenani Steindachner, 1915[5]
- Brycon costaricensis Angulo & Gracian-Negrete, 2013[6]
- Brycon coxeyi Fowler, 1943[5]
- Brycon dentex Günther, 1860
- Brycon devillei (Castelnau, 1855)
- Brycon dulcis F. C. T. Lima & F. Vieira, 2017[5]
- Brycon falcatus J. P. Müller & Troschel, 1844[5]
- Brycon ferox Steindachner, 1877[5]
- Brycon fowleri Dahl, 1955
- Brycon gouldingi F. C. T. Lima, 2004[5]
- Brycon guatemalensis Regan, 1908
- Brycon henni C. H. Eigenmann, 1913
- Brycon hilarii (Valenciennes, 1850)[5]
- Brycon howesi F. C. T. Lima, 2017[5]
- Brycon insignis Steindachner, 1877[5]
- Brycon labiatus Steindachner, 1879
- Brycon medemi Dahl, 1960
- Brycon meeki C. H. Eigenmann & Hildebrand, 1918
- Brycon melanopterus (Cope, 1872)[5]
- Brycon moorei Steindachner, 1878
- Brycon nattereri Günther, 1864[5]
- Brycon obscurus Hildebrand, 1938
- Brycon oligolepis Regan, 1913
- Brycon opalinus (G. Cuvier, 1819)[5]
- Brycon orbignyanus (Valenciennes, 1850)[5]
- Brycon orthotaenia Günther, 1864[5]
- Brycon pesu J. P. Müller & Troschel, 1845
- Brycon petrosus Meek & Hildebrand, 1913
- Brycon polylepis Moscó Morales, 1988[5]
- Brycon posadae Fowler, 1945
- Brycon rubricauda Steindachner, 1879
- Brycon sinuensis Dahl, 1955
- Brycon stolzmanni Steindachner, 1879[5]
- Brycon striatulus (Kner, 1863)
- Brycon unicolor Moscó Morales, 1988
- Brycon vermelha F. C. T. Lima & R. M. C. Castro, 2000[5]
- Brycon vonoi F. C. T. Lima, 2017[5]
- Brycon whitei G. S. Myers & S. H. Weitzman, 1960[5]

## Relação Taxonômica
A genética molecular indica que Brycon seria próximo ao gênero Salminus: ambos são colocados na mesma sub-família por alguns autores.